# Leichtathletik-Weltmeisterschaften 2015/Teilnehmer (Georgien)
| Gelbes Symbol für Goldmedaillen mit stilisierten Olympischen Ringen | Graues Symbol für Silbermedaillen mit stilisierten Olympischen Ringen | Braundes Symbol für Bronzemedaillen mit stilisierten Olympischen Ringen |
| ------------------------------------------------------------------- | --------------------------------------------------------------------- | ----------------------------------------------------------------------- |
| —                                                                   | —                                                                     | —                                                                       |

Der Leichtathletikverband Georgiens nominierte eine Athletin für die Leichtathletik-Weltmeisterschaften 2015 in der chinesischen Hauptstadt Peking.

## Ergebnisse

### Frauen

#### Sprung/Wurf
| Athletin             | Disziplin  | Qualifikation         | Qualifikation | Finale             | Finale             |
| Athletin             | Disziplin  | Weite/Höhe            | Platz         | Weite/Höhe         | Platz              |
| -------------------- | ---------- | --------------------- | ------------- | ------------------ | ------------------ |
| Walentina Liaschenko | Hochsprung | kein gültiger Versuch | -             | nicht qualifiziert | nicht qualifiziert |